# Randens
Randens är en kommun i departementet Savoie i regionen Auvergne-Rhône-Alpes i sydöstra Frankrike. Kommunen ligger i kantonen Aiguebelle som tillhör arrondissementet Saint-Jean-de-Maurienne. År 2018 hade Randens 822 invånare.

## Befolkningsutveckling
Antalet invånare i kommunen Randens
| Referens: INSEE |